# Wilhelm Dybeck
Carl Wilhelm Dybeck, född 11 maj 1877 i Gävle, död 22 september 1933 på Rankhyttan, var en svensk jägmästare.

## Biografi
Carl Dybeck var son till inspektören Fredrik Dybeck. Han avlade studentexamen i Gävle 1897 och genomgick Skogsinstitutet 1901–1903. Dybeck blev 1905 länsjägmästare i Kopparbergs län och förbättrade där metoden för tall- och granfröets klängning och konstruerade en ny skogsodlingsplog. Dybeck var ledamot av skogsvårdsstyrelsens skogslagstiftningskommitté 1920 och ett flertal kommittéer i jaktfrågor. Han leda ned ett betydelsefullt arbete för skogsbrandsförsäkringens ordnande och behandlade i en mängd skrifter skogs- och jaktfrågor. Bland annat utgav han Kort handledning vid folkskolebarns undervisning i skogssådd, skogsplantering och plantskoleskötsel (1912), en bok som blev mycket spridd.